# Geranium leucanthum
Geranium leucanthum là một loài thực vật có hoa trong họ Mỏ hạc. Loài này được Griseb. mô tả khoa học đầu tiên năm 1874.